# 鞘橋

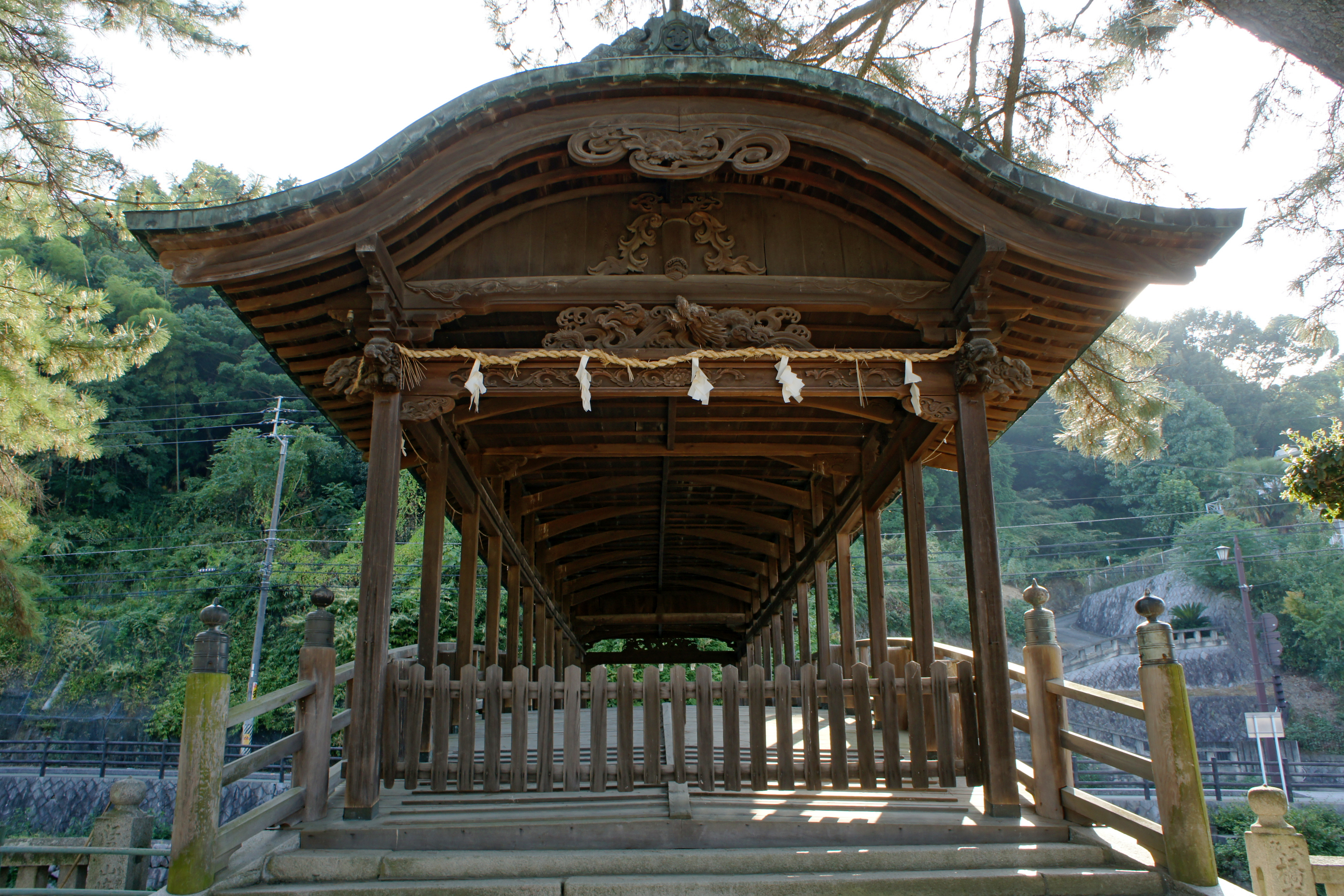
南側袂

鞘橋（さやばし）は、香川県仲多度郡琴平町を流れる金倉川に架かる橋。銅ぶき、両妻唐破風（りょうづまからはふう）、上屋根千鳥破風の屋根付橋である。

## 概要
金刀比羅宮蔵の元禄屏風「金毘羅祭礼図」には、現在の一の橋が架かっている場所に鞘橋が描かれ、この橋では市がたち飲食物などの出店があったといわれている。また、十返舎一九の金毘羅道中膝栗毛の中には、「上の覆ふ屋形の鞘におさまれる御代の刀のようなそりはし」と書かれており、当時から珍しい形状の橋であったと考えられている。
現在では、金刀比羅宮大祭の御神輿の渡御、湖川神事、お田植え祭などの神事のときにのみ用いられ、通常は渡ることができない。

## 歴史
いつ頃架けられたかは不明であるが、記録の残るものは下記のとおり。
- 寛永元年-改造
- 明和8年-流失
- 天明2年-再築
- 慶応2年-流失
- 明治2年-阿波麻植郡講中の寄進により再築
- 明治37年-現在地に移築

- 1998年(平成10年) - 国の登録有形文化財（建造物）として4月21日に登録される。[1]

## 諸元
- 長さ　23.6m[1]
- 幅　　4.5m[1]
- 構造　単純桁橋
- 位置　香川県仲多度郡琴平町